# Мурадян, Зарэ Мурадович
Зарэ́ Мура́дович Мурадя́н (20 ноября 1913, Харберд — 18 декабря 1979, Ереван) — советский артист и балетмейстер; Заслуженный деятель искусств Армянской ССР (1961).

## Биография
Родился в городе Харберде (Западная Армения, Турция) в семье адвоката Мурада Мурадяна и Мариам Мушян. История династии Мурадянов начинается ещё в X веке, с древнего города Ани — столицы Армении.
В 1915 году был арестован и убит турками глава семьи, во время геноцида армян. Семья, после долгих скитаний, в 1918 году осела в Сирии в городе Алеппо. 
В 1925 году семья иммигрировала в Советскую Армению, где обосновалась сначала в Эчмиадзине, а потом в Ереване.

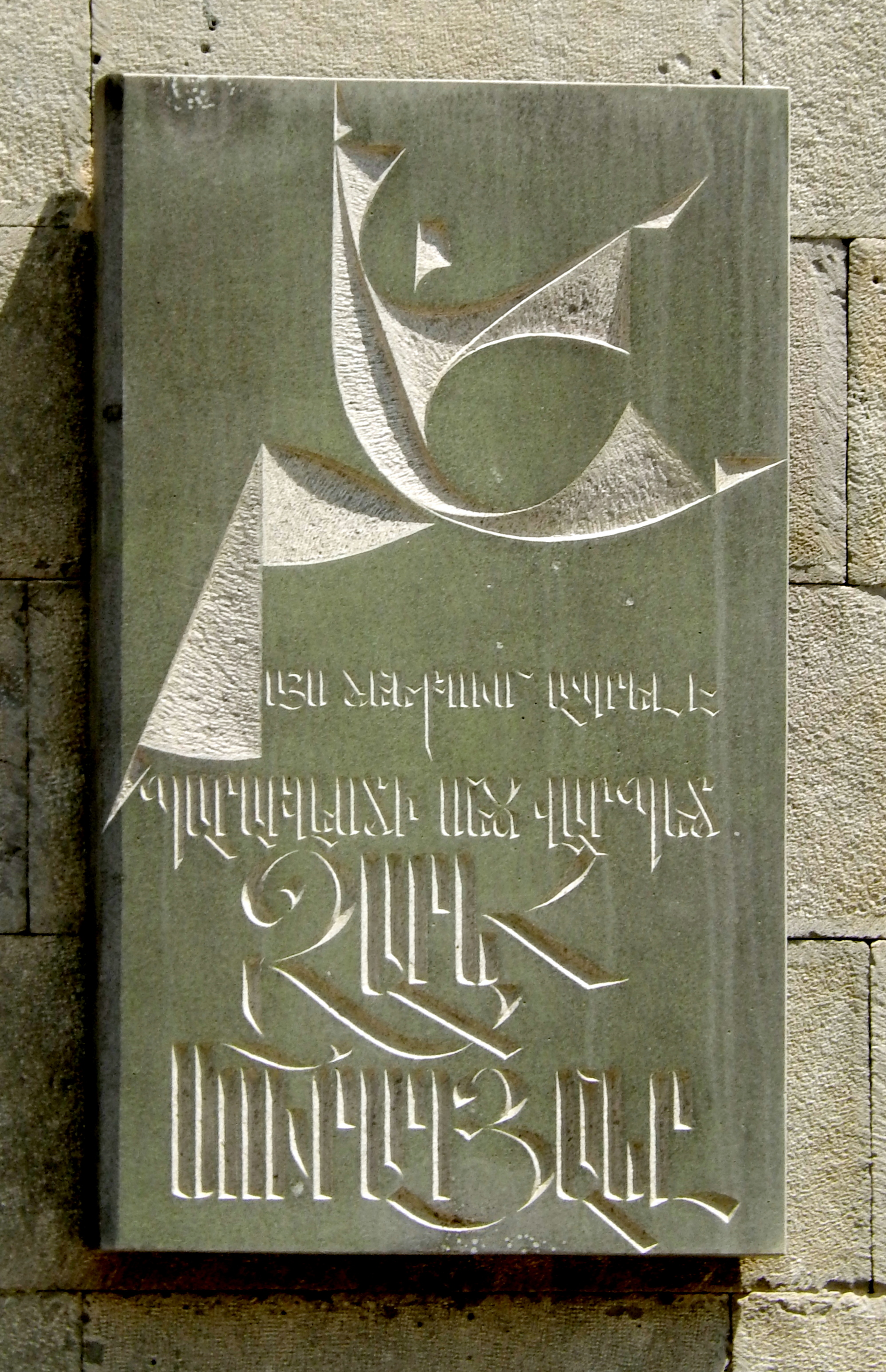
Мемориальная доска на улица Туманяна в Ереване.

### Молодые годы
В Ереване Зарэ поступил в среднюю школу имени А. Мясникяна, которую окончил в 1930 году. Будучи школьником, он снимался в художественном фильме «Солнечные лучи». 
С 1928 года он начал заниматься в Ереванской хореографической студии. 
В 1930 году Наркомпросом Армении был командирован на учебу в Московское хореографическое училище. Художественным руководителем мастерской в академии оказался знаменитый балетмейстер Виктор Семёнов. 
По окончании хореографического училища, в 1935 году был принят в Большой театр СССР артистом балета.

## Карьера
С 1935 года начал педагогическую работу в Московском камерном театре и его техникуме. А в 1936 году был назначен художественным руководителем ансамбля танца Метростроя. 11 апреля 1938 года в Москве поставил как балетмейстер «Героическую пляску». 29 мая этого же года он поставил несколько танцевальных номеров на «V итоговом концерте художественной самодеятельности». В Москве 28 мая он участвовал как солист балета Большого театра СССР в концерте «Пляски армянского народа». 
В 1938 году он был приглашён в Государственный академический театр имени Е. Вахтангова педагогом по танцевальному тренажу, где работал до отъезда из Москвы. В сентябре 1938 года был откомандирован в Советскую Армению, в Ереван, в Государственный академический театр оперы и балета имени Спендиарова.
Принимая участие в декаде армянского искусства, 26 октября 1939 года он гастролирует в Москве и в Колонном зале дома Союзов танцует «Лезгинку». А на первомайском концерте Центрального дома художественной самодеятельности Московских профсоюзов он поставил как балетмейстер балет Ц. Амбарцумяна «Бессмертные». Либретто написал также Зарэ Мурадян.
В театре имени Спендиарова он проработал всю жизнь в качестве ведущего солиста балета, педагога, помощника балетмейстера, балетмейстера. В качестве ведущего солиста он проработал там до 1963 года.
Заре Мурадян дебютировал в качестве балетмейстера постановкой хореографических сцен в опере «Кармен». В 1953 году он поставил балет «Хандут», а в 1954-м — свою самую красочную постановку «Дон Кихот». В 1956—1957 годах он осуществил совместно с балетмейстером И. И. Арбатовым постановку балета «Мармар», в 1957-м поставил балет «Сона» совместно с балетмейстером А.Арибяном. В 1958 году свою виртуозную постановку «Вальпургиева ночь», которая целую четверть века украшала сцену ереванского театра, и последнюю — новую редакцию балета «Хандут» он сделал совместно с балетмейстером В. А. Варковицким.
В 1957 году вместе с композитором Цоваком Амбарцумяном создан армянский танец «Ашхуйж».
22 сентября 2003 года в Ереване в «Доме актера» Союза театральных деятелей Армении состоялся торжественный вечер памяти «90-летия крупного мастера Советского балета З. Мурадяна». До этого было торжественное открытие мемориальной доски З. Мурадяна в центре Еревана, у дома, где он жил.

## Репертуар (основные партии)

### Большой театр СССР
- Балет П. И. Чайковского «Щелкунчик» (сержант)
- Балет Б. В. Асафьева «Бахчисарайский фонтан» (Нурали)
- Балет В. Асафьев «Кавказский пленник» (джигит)
- Балет В. А. Оранского «Три толстяка» (кавалер)
- Балет П. И. Чайковского «Щелкунчик» (король крыс)
- Балет Б. В. Асафьева «Бахчисарайский фонтан» (Гирей)
- Опера А. С. Даргомыжского «Русалка» (цыганский танец)
- Опера Ж. Бизе «Кармен» (болеро (танец))
- Опера О. С. Чижко «Броненосец Потемкин» (матрос)
- Опера П. И. Чайковского «Евгений Онегин» (Петушков)
- Опера А. Рубинштейна «Демон» (лезгинка)
- Опера А. Бородина «Князь Игорь» (половецкий танец)
- Опера M.A. Глинки «Руслан и Людмила»

### Государственный академический театр оперы и балета имени А. Спендиаряна АССР
- Венгерский танец в балете П.Чайковского «Лебединое озеро»
- «Па де труа» в балете П.Чайковского «Лебединое озеро».
- Мазурка в балете П.Чайковского «Лебединое озеро».
- Черт в балете П.Чайковского «Лебединое озеро».
- Клоун в балете П.Чайковского «Лебединое озеро».
- Взрослый мужчина в балете П.Чайковского «Лебединое озеро».
- Коппелия в балете Л.Делиба «Коппелия»
- Сатир в балете Ш.Гуно ‘’Фауст ‘’(Вальпургиевая ночь)
- Тореадор в балете Л. Минкуса «Дон Кихот»
- Испанский танец в балете С. Прокофьева «Золушка»
- Абдурахман в балете А.Глазунова «Раймонда» (1941-й год)
- Бармалей в балете И.Морозова «Доктор Айболит»
- Везир в балете Н.Римский-Корсакова «Шехеразада»
- Вачаган в балете А. Тер Гевондяна «Анаит»
- Арбенин в балете А.Хачауряна «Маскарад»
- Иван в балете Ц. Пуни «Конек-горбунок»
- Солнечный луч в балете Ц. Пуни «Конек-горбунок»
- Океан в балете Ц. Пуни «Конек-горбунок»
- Охотник в балете Г. Мелик-Мурадяна «Красная шапочка»
- Танец в опере З.Палиашвили «Даиси»
- Молодой парень в балете Б. Асафьева «Бахчисарайский фонтан»
- Князь Адам Потоцкий в балете Б.Асафьева «Бахчисарайский фонтан»
- Ли Шан-Фу в балете Р.Гимера «Красный мак»
- Танец с саблями в балете А. Хачатуряна «Гаяне»
- Богатый дворянин, в балете А. Хачатуряна «Счастье»
- Нурали в балете Б. Асафьева «Бахчисарайский фонтан»
- Вацлав в балете Б.Асафьева «Бахчисарайский фонтан»
- Пугливый Верго в балете А. Спендиарова «Хандут» (1963-й год)
- Шапу в балете А. Спендиарова «Хандут» (1963-й год).
- Витязь в балете А. Спендиарова «Хандут» (1963-й год)
- Друг Давида в балете А. Спендиарова «Хандут» (1963-й год)
- Гусан в балете А. Спендиарова «Хандут» (1963-й год)
- Джигит в балете Б. Асафьева «Кавказский пленник»
- Пастух Гарник в балете Э. Оганисяна «Мармар»
- Красный мармар в балете Э. Оганисяна «Мармар»
- Карен в балете А. Хачатуряна «Гаяне»
- Армен в балете А. Хачатуряна «Гаяне»
- Гико в балете А. Хачатуряна «Гаяне»
- Муж Гаяне в балете А. Хачатуряна «Гаяне»
- Габо в балете А. Хачатуряна «Счастье»
- Авет в балете А. Хачатуряна «Счастье»
- Шутник в балете А. Хачатуряна «Счастье»
- Друг Армена в балете А. Хачатуряна «Счастье»
- Гаман в балете А. Хачатуряна «Счастье»
- Молодой жених в балете Г. Ахиняна «Ивушка»
- Пастух в балете Г. Ахиняна «Лореци Сако»
- Оган в балете Э.Хагагортяна «Сона»
- Танец в опере М.Глинки «Иван Сусанин»
- Королевский клоун в балете «Жестяной всадник»
- Участвует в танцах в опере Д.Мейербера «Гугеноты» (1944-й год)
- Танец «Три балета» (1964-й год)
- Танец в опере А.Спендиарова «Алмаст»
- Танец в балете К.Орбеляна «Памятник»
- Жан в балете Р.Дриго «Арлекинада»
- Пойлка в балете Р.Дриго «Арлекинада»
- Цыганская песня в балете Р. Дриго «Арлекинада»
- Лезгинка в балете А. Спендиарова «Хандут»
- Моси в балете Г. Егиазаряна « Севан»
- Танец в опере Т.Чухаджяна «Аршак 2-й»

### Партии танцевальные номера (отдельные)
- «Молдавский народный танец»
- «Молодежный танец»
- «Гопак»
- «Лезгинка»
- Танец отрывок из балета «Бессмертие»
- «Партизанский танец»
- «Вальс» И. Штрауса

## Постановки
- «Дон Кихот» (1954);
- «Мармар» Оганесяна (1957),
- «Сона» Арамяна (1957, совм. с А. Т. Гарибяном),
- «Вальпургиева ночь» (1958);
- «Хандут» Спендиарова (1960),
- танцы в оперных спектаклях «Давид-Бек» Тиграняна, «Керр оглы» У. Гаджибекова, «Самсон и Далила» Сен-Санса, «Пиковая дама» Чайковского.

## Награды и звания
- Заслуженный деятель искусств Армянской ССР (26.04.1961).
- Два ордена «Знак Почёта» (04.11.1939 — «за выдающиеся заслуги в деле развития армянского театрального и музыкального искусства», 27.06.1956).
- От Президиума Верховного Совета СССР- а за участие героической обороне медаль «За оборону Кавказа» (1945 год)
- Медаль «За доблестный труд в Великой Отечественной Войне» (1946 год)
- Медаль «К 100-летию со дня рождения В. И. Ленин» (1970 год)
- Медаль «Ветеран труда» (1977-й год)
- Медаль «30 лет победы в Великой Отечественной войне 1941—1945 гг.» (1975-й год)
- Медаль "Серебряная медаль’’ фестиваля художественной самодеятельности, посвященного 50-летию Великой Октябрьской Социалистической Революции

## Творческое окружение Мурадянов
В доме Зарэ Мурадяна и его брата — артиста Эдварда Мурадяна — собирались видные деятели культуры. Дружил с ними гениальный композитор Арам Хачатурян, один из величайших художников Мартирос Сарьян. Часто у Мурадянов бывал в гостях знаковый артист Шекспировского театра Ваграм Папазян, с которым семью Мурадянов связывали дружеские взаимоотношения. Знаменитый балетмейстер Леонид Лавровский и его жена — балерина Наталья Читсон — лично знали Зарэ Мурадяна. Другом Зарэ был и великий артист балета Алексей Ермолаев. Когда Мурадян танцевал на сцене Большого театра, то долгие годы в Москве общался со знаменитым артистом советского балета Михаилом Габовичем. Когда Зарэ Мурадян учился в хореографической академии Большого театра, то с ним на одном курсе училась дочь Сергея Есенина. В те далекие 30-е годы XX века с ним учились Ольга Лепешинская, Марианна Боголюбская, Наталья Орловская, Сусанна Звягина, Софья Головкина, Ядвига Сангович, Нина Чихлаидзе и любимая его партнёрша Раиса Стручкова. Со всеми потом он танцевал на сцене Большого театра. Дружил с трагиком Грачья Нерсесяном.

## Статьи
- Вечер воспоминания (А.Кешишян, газета «Утро» 23.09.2003)
- День величия и воспоминания Зарэ Мурадян (газета «Азг» 23 сентября 2003)
- Зарэ Мурадян (Т. Арабян, газета «Эфир», 13 ноября 2003)
- Глава династии Зарэ Мурадян (журнал «Балет», 2004 декабрь, Г. Иноземцева)
- Н. Саргсян, Краткий очерк истории балетной труппы ереванского государственного театра оперы и балета имени А.Спендиаряна в 30-40-е годы XX века ("Искусствоведческий журнал, N 2, 2022)
- А. Бахчинян, Армяне в мировом танцевальном искусстве.